# Ляудонская волость
Ля́удонская во́лость (латыш. Ļaudonas pagasts; устар. Лаудонская волость) — одна из двадцати двух территориальных единиц Мадонского края Латвии. Административным центром волости является село Ляудона.

## География
Территория волости занимает 20 450 га, располагаясь в Восточно-Латвийской низменности, главным образом на Аронской холмистой равнине и восточной частью на Ерсикской равнине.
На территории волости находится 9 озёр: Дрикснис, Савиенас и другие.

## История
В 1935 году площадь волости равнялась 121,2 км², а население составляло 2817 человек (1301 мужчина и 1516 женщин).